# Miecislao II di Polonia
Miecislao II Lambert (in polacco Mieszko II Lambert; 990 – 10 maggio 1034) detto anche Mieszko II, fu re e per un breve periodo duca di Polonia.
Figlio di Boleslao I e Enmilda figlia di Dobromir, i suoi figli furono Casimiro, Richeza e Gertrude.

## Biografia
Miecislao II fu un uomo colto, in relazione al tempo in cui visse. Sapeva leggere e scrivere, conosceva sia il greco che il latino. È conosciuto (ingiustamente) come Mieszko Gnuśny ovvero "pigro" o "lento". Ricevette questi appellativi per lo sfortunato termine del suo regno; ai suoi inizi, al contrario, si comportò come un abile e illuminato monarca. Prima di salire al trono, nel 1025, probabilmente resse Cracovia come governatore del regno del padre fin dal 1013 e si suppone che abbia commissionato la costruzione di molte delle chiese della città.
Dal 1028 s'impegnò in conflitto con la Germania, con discreti successi: riuscì a respingere l'armata tedesca e successivamente invase la Sassonia. Si alleò con l'Ungheria, contribuendo all'occupazione ungherese di Vienna. Queste azioni sono probabilmente dovute alle relazioni familiari di Miecislao, che lo portarono a contrapporsi all'imperatore Corrado II in Germania.
Per comprendere gli avvenimenti successivi, è necessario allargare lo sguardo sulla famiglia di Miecislao. Egli aveva un fratello più grande, Bezprym (figlio di una moglie ungherese di Boleslao, il quale fu detronizzato da lui più tardi), e uno più giovane, Ottone. Secondo le antiche usanze slave, il padre avrebbe dovuto dividere i possedimenti tra i suoi figli, evitando però la suddivisione del regno. I fratelli di Miecislao non ricevettero deleghe dal padre; inoltre, il maggiore, Bezprym, probabilmente si considerava il legittimo successore al regno del padre. Quest'ultimo però non apprezzava il figlio maggiore, tanto più che gli conferì un nome più comune rispetto a quelli normalmente usati nell'ambito della dinastia dei Piasti per investire i futuri regnanti: Boleslao, Miecislao, Casimiro, Ladislao, o, come nomi imperiali: Ottone, Corrado, Enrico.
A conferma delle intenzioni del padre, fu chiuso in un monastero.
Entrambi i fratelli di Miecislao fuggirono all'estero: Ottone in Germania, Bezprym in Ucraina. Poco dopo l'imperatore tedesco e il gran duca di Kiev, Jaroslav il saggio, si allearono e invasero simultaneamente la nazione.
Dovendo affrontare due nemici, la Germania ad occidente e la Rutenia ad oriente, Miecislao fuggì in Boemia, dove probabilmente fu evirato da Ulrico/Oldřich di Boemia. Bezprym iniziò il suo regno inviando la sua corona e le insegne reali in Germania. Miecislao ritorno in Polonia, ma fu costretto a stipulare un'alleanza con l'imperatore tedesco. La nazione fu divisa, con il trattato di Merseburgo, tra lui, i suoi fratelli e un misterioso Thiedric (probabilmente un nipote o un cugino delle dinastia). Ottone fu assassinato da uno dei suoi stessi collaboratori e Miecislao riuscì a riunire la Polonia.
Ciò che avvenne dopo è poco chiaro. Attualmente gli storici ipotizzano che Miecislao sia stato assassinato in una congiura ordita dall'aristocrazia (1034). Dopo la sua morte vi furono dei moti popolari, di cui però non è possibile risalire né alla datazione né ai luoghi in cui avvennero.
Casimiro I di Polonia, figlio di Miecislao, fu esiliato in concomitanza con i moti popolari chiamati la "reazione pagana". Gli storici pensano però che questa rivolta fu più che altro dovuta a problematiche economiche (pesantissime nuove tasse per finanziare la Chiesa, militarizzazione del ducato/regno polacco: praticamente tutta la popolazione maschile precettata per la leva militare; ecc.) più che per contese di tipo puramente religioso. Preti, monaci e cavalieri furono assassinati; città, chiese e monasteri furono dati alle fiamme. Il caos fu ancora maggiore quando improvvisamente i Cechi invasero il sud. Le terre vennero divise tra reggenti locali, di cui solo uno è conosciuto (Maslav, che resse la Masovia). La regione della Grande Polonia fu così devastata che cessò di essere il cuore del regno polacco. I nuovi re spostarono la capitale nella regione della Piccola Polonia, a Cracovia.

## Ascendenza
|                         |   |                      | Genitori              |  |  | Nonni |  |  | Bisnonni  |  |  | Trisnonni |  |
|                         |   |                      |                       |  |  |       |  |  | Siemomysł |  |  | Lestek    |  |
|                         |   |                      |                       |  |  |       |  |  | Siemomysł |  |  | Lestek    |  |
|                         |   | …                    |                       |  |  |       |  |  | Siemomysł |  |  |           |  |
| Miecislao I di Polonia  |   |                      |                       |  |  |       |  |  | Siemomysł |  |  |           |  |
|                         |   | …                    | …                     |  |  |       |  |  |           |  |  |           |  |
|                         |   | …                    | …                     |  |  |       |  |  |           |  |  |           |  |
|                         |   | …                    | …                     |  |  |       |  |  |           |  |  |           |  |
| Boleslao I di Polonia   |   | …                    |                       |  |  |       |  |  |           |  |  |           |  |
|                         |   | Boleslao I di Boemia | Vratislao I di Boemia |  |  |       |  |  |           |  |  |           |  |
|                         |   | Boleslao I di Boemia | Vratislao I di Boemia |  |  |       |  |  |           |  |  |           |  |
|                         |   | Boleslao I di Boemia | Drahomira di Boemia   |  |  |       |  |  |           |  |  |           |  |
| Dubrawka                |   | Boleslao I di Boemia |                       |  |  |       |  |  |           |  |  |           |  |
|                         |   | Biagota              | …                     |  |  |       |  |  |           |  |  |           |  |
|                         |   | Biagota              | …                     |  |  |       |  |  |           |  |  |           |  |
|                         |   | Biagota              | …                     |  |  |       |  |  |           |  |  |           |  |
| Miecislao II di Polonia |   | Biagota              |                       |  |  |       |  |  |           |  |  |           |  |
|                         | … | …                    |                       |  |  |       |  |  |           |  |  |           |  |
|                         | … | …                    |                       |  |  |       |  |  |           |  |  |           |  |
|                         | … | …                    |                       |  |  |       |  |  |           |  |  |           |  |
| Drobomir di Lusazia     | … |                      |                       |  |  |       |  |  |           |  |  |           |  |
|                         |   | …                    | …                     |  |  |       |  |  |           |  |  |           |  |
|                         |   | …                    | …                     |  |  |       |  |  |           |  |  |           |  |
|                         |   | …                    | …                     |  |  |       |  |  |           |  |  |           |  |
| Enmilda di Lusazia      |   | …                    |                       |  |  |       |  |  |           |  |  |           |  |
|                         |   | …                    | …                     |  |  |       |  |  |           |  |  |           |  |
|                         |   | …                    | …                     |  |  |       |  |  |           |  |  |           |  |
|                         |   | …                    | …                     |  |  |       |  |  |           |  |  |           |  |
| …                       |   | …                    |                       |  |  |       |  |  |           |  |  |           |  |
|                         |   | …                    | …                     |  |  |       |  |  |           |  |  |           |  |
|                         |   | …                    | …                     |  |  |       |  |  |           |  |  |           |  |
|                         |   | …                    | …                     |  |  |       |  |  |           |  |  |           |  |
|                         |   | …                    |                       |  |  |       |  |  |           |  |  |           |  |